# Accor
Accor là một tập đoàn kinh doanh khách sạn của Pháp.. Có trụ sở tại Paris, tập đoàn sở hữu và quyền hoạt động của 4.200 khách sạn tại 92 quốc gia  trên khắp 5 châu lục, đại diện cho một số thương hiệu khác nhau. Accor chính là một phần của chỉ số giao dịch chứng khoán CAC 40.

## Lịch sử
Trong những năm 1960, ngành công nghiệp du lịch ở Pháp bùng nổ, nhưng những khách sạn hầu như chỉ tập trung ở các khu vực đô thị lớn như Paris. Vào thời điểm đó, Paul Dubrule và Gérard Pélisson đều sống và làm việc cho các công ty máy tính lớn ở Hoa Kỳ. Họ đã bắt tay hoạt động kinh doanh với nhau. Trong năm 1967, họ đã thành lập SIEH (Công ty đầu tư và kinh doanh khách sạn). Dubrule và Pélisson mở khách sạn Novotel đầu tiên của họ tại thành phố Lille, miền Bắc nước Pháp. Năm 1974, họ cho ra mắt thương hiệu Ibis với sự mở cửa của Ibis ở Bordeaux. Năm sau, SIEH mua lại thương hiệu Courtepaille và Mercure, và trong năm 1980 là thương hiệu Sofitel, con số khách sạn của tập đoàn sau đó đã là 43 khách sạn. Năm 1982, SIEH mua lại Jacques Borel International, sau đó đã trở thành thương hiệu kinh doanh nhà hàng sử dụng vé ăn hàng đầu thế giới. Năm 1983, tập đoàn bao gồm cả nhà hàng và khách sạn đổi tên thành tập đoàn Accor. Năm 1984, Dubrule và Pélisson được bình chọn là "nhà quản lý của năm" do tạp chí Pháp Le Nouvel Économiste. Trong năm 2010, Accor bán 48 khách sạn trị giá 367 triệu Euro (tương đương 465 triệu đôla Mỹ) như một phần của kế hoạch thanh lý một số cổ phần bất động sản bao gồm 31 khách ở Pháp, 10 tại Bỉ và 7 ở Đức. Điều này sẽ giúp tập đoàn cắt được một khoản nợ khoảng 282 triệu euro.
Tập đoàn Accor tiếp tục mở rộng vào khoảng thời gian sau đó. Năm 1985, tập đoàn đưa ra thị trường thương hiệu khách sạn Formule 1, cung cấp chỗ nghỉ cơ bản ở mức giá thấp.
Năm năm sau, vào năm 1990, tập đoàn thâm nhập vào thị trường Bắc Mỹ bằng cách mua lại Motel 6; và sau đó là chuỗi khách sạn Red Roof Inn, mà sau đó đã bán lại cho Starwood và một tập đoàn của Citigroup.
Trong những năm 1990, hoạt động của tập đoàn trở lên đa dạng hơn khi Accor kinh doanh cả trong lĩnh vực sòng bạc. Và trong năm 2004, họ đã mua lại gần 30% cổ phần của Club Méditerranée.
Trong tháng 6 năm 2010, các cổ đông của tập đoàn Accor đã phê duyệt tách khách sạn và nhà hàng ra thành hai. Accor dịch vụ đã trở thành Edenred. Hai thực thể bắt đầu kinh doanh như công ty độc lập trên Sàn giao dịch chứng khoán Paris từ ngày 2 tháng 7 năm 2011. Và cũng trong năm 2011, Accor giới thiệu khẩu hiệu mới của mình: " Mở cửa biên giới trong khách sạn" 
Ngày nay, Accor có số lượng khách sạn hạng sang và trung lớn nhất ở Paris nói riêng và trên toàn nước Pháp nói chung.
Trong tháng 11 năm 2013, Accor xác định lại mô hình kinh doanh của mình trên hai lĩnh vực cốt lõi: Điều hành khách sạn, nhượng quyền thương hiệu (HotelServices) và đầu tư quản lý khách sản (HotelInvest).

## Quản lý
Năm 2006, Gilles Pélisson là cháu trai của người đồng sáng lập tập đoàn Accor Gerard Pélisson đã được bổ nhiệm trở thành Giám đốc điều hành, thay thế Jean-Marc Espalioux. Accor bổ nhiệm Serge Weinberg, người đứng đầu Weinberg Capital Partners trở thành Chủ tịch Hội đồng giám sát. Vào tháng 2 năm 2009, Giám đốc điều hành Gilles Pélisson được bổ nhiệm làm Chủ tịch kiêm Giám đốc điều hành. Gilles Pélisson trước đây đã từng là người đứng đầu của Bouygues Telecom, Chủ tịch NOOS (mạng truyền hình cáp hàng đầu tại Pháp), và giám đốc điều hành của Euro Disney. Ông là đồng phó chủ tịch của thương hiệu khách sạn Novotel vào năm 1994. Vào tháng 9 năm 2007, Gerard Pélisson và Paul Dubrule xuất bản một cuốn sách, kể lại việc mở rộng của tập đoàn Accor trên toàn thế giới. Trong năm 2009, Denis Hennequin tham gia hội đồng quản trị của tập đoàn và thay thế Gilles Pélisson như là Giám đốc điều hành vào tháng 1 năm 2011. Ông thôi giữ chức vụ này vào tháng 4 năm 2013 và người được bổ nhiệm thay thế là Yann Caillère. Vào tháng 8 năm 2013, Sebastien Bazin được chỉ định là Chủ tịch kiêm Giám đốc điều hành thay thế Yann Caillère, người đã rời tập đoàn.

### Hội đồng quản trị (tháng 8 năm 2013)
Hội đồng quản lý trực tiếp:
- Sebastien Bazin, Chủ tịch kiêm Giám đốc điều hành.
- Philippe Citerne, Phó Chủ tịch Hội đồng quản trị.
- Jean-Paul Bailly, Nguyên Chủ tịch và Giám đốc điều hành của RATP, Chủ tịch danh dự của Bưu điện Pháp.
- Mercedes Erra, Tổng Giám đốc Havas Worldwide.
- Sophie Gasperment, Tổng Giám đốc Tập đoàn, Truyền thông tài chính và Quan điểm chiến lược của L'Oréal.
- Iris Knobloch, Chủ tịch của Warner Bros Entertainment Pháp.
- Bertrand Meheut, Chủ tịch Hội đồng quản trị của Tập đoàn Canal+.
- Patrick Sayer, Chủ tịch hội đồng quản trị của Eurazeo.
- Virginie Morgon, thành viên của Ban chấp hành và Phó Chủ tịch Eurazeo.
- Nadra Moussalem, Người đứng đầu Colony Capital châu Âu.

### Ủy ban điều hành (tháng 11 năm 2013)
- Sebastien Bazin, Chủ tịch và Giám đốc điều hành.
- Sebastien Bazin, Phó Giám đốc điều hành (Giám đốc nhân lực và pháp lý).
- Vivek Badrinath, Phó Giám đốc điều hành (Giám đốc Marketing, giải pháp kỹ thuật, phân phối và hệ thống thông tin).
- Sophie Stabile, Giám đốc tài chính.
- Christophe Alaux, Giám đốc điều hành HotelServices tại Pháp.
- Roland de Bonadona, Giám đốc điều hành HotelServices tại Mỹ.
- Jean-Jacques Dessors, Giám đốc điều hành HotelServices khu vực Địa Trung Hải, Trung Đông và châu Phi (MMEA).
- Michael Issenberg, Giám đốc điều hành HotelServices châu Á-Thái Bình Dương.
- Peter Verhoeven, Giám đốc điều hành HotelServices khu vực Bắc, Trung và Đông Âu.
- Vu Thi Hue, Cổ đông lớn nhất khu vực Đông và Đông Nam Á.
- Paul Straulser, Cổ đông lớn nhất khu vực châu Âu.

## Văn phòng
Trụ sở chính của tập đoàn nằm ở tòa nhà Immeuble Odyssey, thuộc quận 13 của Paris, Pháp. Đây là trụ sở văn phòng đăng ký. [ 25 ] Tòa nhà cao bảy tầng và có diện tích 14.000 mét vuông (150.000 sq ft), được thiết kế bởi kiến trúc sư người Anh Norman Foster nổi bật với việc sử dụng các tấm kính ở mặt tiền tòa nhà. Geraldine Doutriaux của Le Parisien gọi nó là "un bel immeuble lumineux" ("một tòa nhà đẹp rực rỡ").
Ngoài ra còn có văn phòng điều hành, trước đây từng là trụ sở chính của tập đoàn  nằm ở Courcouronnes, Essonne, gần Évry, Pháp.
Trước đây, Tour Maine-Montparnasse quận 15, Paris là nơi quản lý điều hành của tập đoàn Accor.